# Grammy
Nagrada Grammy ali Grammy Award (v originalu Gramophone Award) je nagrada, ki jo podeljuje National Academy of Recording Arts and Sciences (Nacionalna akademija snemalnih umetnosti in znanosti) v Združenih državah Amerike za izredne dosežke v glasbeni industriji. Podelitev nagrad poteka enkrat na leto in vključuje nastope priznanih glasbenikov, del podelitve pa je predvajan preko televizije. Ta nagrada ima podobno vrednost kot nagrade emmy za televizijo, tony za gledališče in oskar za film.
Prva podelitev nagrad grammy je bila 4. maja 1959, kjer so podelili nagrade za glasbene dosežke v letu 1958. 54. podelitev nagrad je bila 12. februarja 2012 na prizorišču Staples Center v Los Angelesu.

## Nagrada v obliki gramofona
Z zlatom prekrite nagrade-trofeje v obliki pozlačenega gramofona so ročno izdelane v podjetju Billings Artworks v Koloradu. V 90. letih dvajsetega stoletja so trofejo spremenili, iz mehkejše so prešli na trdnejšo zmes svinca, ki je odporen na poškodbe, povečala se je tudi velikost trofeje. Trofeje, na katerih je vgravirano zmagovalčevo ime, so na voljo šele po razglasitvi na podelitvi, zato za podelitev vsakič znova uporabljajo iste nadomestke nagrad. Do februarja 2009 so podelili že 7.578 nagrad grammy.

## Kategorije
Med splošne nagrade spadajo štiri, ki niso omejene na zvrst glasbe:
- grammy za album leta se podeljuje izvajalcu in njegovi producentski ekipi za celoten album.
- grammy za posnetek leta se podeljuje izvajalcu in njegovi producentski ekipi za posamezno pesem.
- grammy za pesem leta se podeljuje piscu/skladatelju posamezne pesmi.
- grammy za najboljšega novega izvajalca se podeljuje izvajalcu, ki je v preteklem letu izdal prvi album, s katerim se je predstavil širšemu občinstvu (kar ni nujno njegova prva plošča).

Druge nagrade se podeljujejo za nastope in produkcijo v različnih glasbenih zvrsteh ter za druge dosežke, na primer na področjih umetniškega dela in glasbenih videov. Posebne nagrade se podeljujejo za dolgoletne dosežke v glasbeni industriji.